# Piero Pioppo
Piero Pioppo (sinh 1960) là một Giám mục người Italia của Giáo hội Công giáo Rôma. Ông hiện đảm trách vai trò Sứ thần Tòa Thánh tại vùng Đông Nam Á.

## Tiểu sử
Tổng giám mục Piero Pioppo sinh ngày 29 tháng 9 năm 1960, tại Savona, Giáo phận Savona e Noli, nước Ý. Sau quá trình tu học dài hạn tại các cơ sở chủng viện theo quy định của Giáo luật, ngày 29 tháng 6 năm 1985, Phó tế Pioppo tiến đến việc được truyền chức linh mục. Tân linh mục là thành viên linh mục đoàn Giáo phận Acqui và nghi thức truyền chức cũng do Giám mục chính tòa Giáo phận này là Livio Maritano chủ sự.
Từ ngày 1 tháng 7 năm 1993, ông bắt đầu gia nhập ngành ngoại giao của Tòa Thánh. Sau đó, linh mục Pioppo đã được phân công trợ tá tại nhiều Tòa Sứ thần tại nhiều quốc gia: Hàn Quốc và Chile. Từ năm 2001, ông trở thành thư ký riêng của Hồng y Angelo Sodano, Quốc vụ khanh Tòa Thánh.
Sau gần 25 năm thi hành các công việc mục vụ trên cương vị là một linh mục, ngày 25 tháng 1 năm 2010, Tòa Thánh loan báo Giáo hoàng đã quyết định tuyển chọn linh mục Piero Pioppo, 50 tuổi, vào hàng ngũ các giám mục công giáo, với vị trí được trao phó là Sứ thần Tòa Thánh tại Cameroon và Guinea Xích Đạo, với danh hiệu Tổng giám mục Hiệu tòa Torcello. Lễ tấn phong cho vị tân giám mục được cử hành sau đó vào ngày 18 tháng 3 cùng năm, với phần nghi thức được cử hành cách trọng thể bởi 3 giáo sĩ cấp cao: Hồng y Tarcisio Pietro Evasio Bertone, S.D.B., Quốc vụ khanh Tòa Thánh chủ phong; hai vị khác với vai trò phụ phong, gồm Giám mục chính tòa Acqui Pier Giorgio Micchiardi và Giám mục Giáo phận Bukoba Nestorius Timanywa. Tân giám mục chọn cho mình châm ngôn: Quasi lignum super aquas.
Sau bảy năm làm Sứ thần tại Cameroun và Guinea Xích Đạo, ngày 18 tháng 9 năm 2017, Tòa Thánh quyết định thuyên chuyển Tổng giám mục Piero Pioppo làm Sứ thần Tòa Thánh tại Indonesia. Tiếp đó, ngày 19 tháng 3 năm 2018, Tòa Thánh công bố chọn ông là Sứ thần Tòa Thánh toàn vùng ASEAN.